# باول روبنسون (متزلج فني)
باول روبنسون (بالإنجليزية: Paul Robinson)‏ هو متزلج فني بريطاني، ولد في 10 أبريل 1965 في بلاكبول في المملكة المتحدة.

## وصلات خارجية
- باول روبنسون على موقع أوليمبيديا (الإنجليزية)